# پانتیری
پانتیری (به ایتالیایی: Panettieri) یک کومونه در ایتالیا است که در استان کزنتزا واقع شده‌است. پانتیری ۱۴ کیلومتر مربع مساحت و ۳۷۵ نفر جمعیت دارد و ۹۳۷ متر بالاتر از سطح دریا واقع شده‌است.